# Dochód
Dochód – wpływy osiągnięte w określonym czasie po potrąceniu kosztów ich uzyskania.
Stanowi podstawową kategorię ekonomiczną, wyrażającą dodatni efekt zastosowania czynników wytwórczych: ziemi, pracy, kapitału rzeczowego, kapitału finansowego w procesie gospodarowania. Dochód jest rezultatem połączenia wymienionych czynników wytwórczych oraz przedsiębiorczości człowieka. Dochód w formie pieniężnej jest wyrazem towarów i usług, które podmioty go posiadające mogą za niego nabyć.
W podejściu makroekonomicznym dochód społeczeństwa jest nadwyżką ekonomiczną, która może zostać wykorzystana do zaspokojenia potrzeb indywidualnych i zbiorowych, celów bieżących (konsumpcja) i celów rozwojowych (inwestycje).
Dochód w sensie ekonomicznym nie jest tożsamy z dochodem w sensie podatkowym, który w tym aspekcie definiuje się jako różnicę pomiędzy przychodami a kosztami ich uzyskania.
W praktyce różne podmioty w różny sposób określają swój dochód. Ponadto wobec niektórych grup podmiotów obowiązują definicje dochodu określone przepisami prawa (np. dochód osobisty do opodatkowania albo dochody obliczane dla potrzeb np. ustalenia zasiłków itp.).

## Osoby fizyczne
Dla celów podatkowych w przypadku osób fizycznych, co do zasady, dochodem ze źródła przychodów jest nadwyżka sumy przychodów z tego źródła nad kosztami ich uzyskania w roku podatkowym.

## Osoby prawne
W przypadku osób prawnych nie występuje kategoria źródeł przychodów. Zatem dochodem jest nadwyżka przychodów nad kosztami ich uzyskania osiągnięta z całej prowadzonej przez osobę prawną działalności w roku podatkowym.

## Gospodarstwo rolne
W rachunkowości pełnej gospodarstwa rolnego występują cztery różne miary mające w nazwie słowo dochód. Są to: dochód rolniczy, dochód ogólny, dochód gospodarstwa i dochód osobisty rolnika.

## Jednostki administracji publicznej
W przypadku jednostek administracji publicznej dochód jest w praktyce równy sumie wpływów (przychodów) z różnych tytułów, np. w budżecie gminy znajdujemy takie pozycje jak czynsze dzierżawne, opłaty za świadectwa, zaświadczenia i inne dokumenty, opłaty za zarząd, użytkowanie i użytkowanie wieczyste, wpływy z tytułu sprzedaży mienia komunalnego, odsetki za nieterminowe regulowanie należności, prowizje, wpływy z mandatów wystawionych przez straż miejską, z podatków, z opłat skarbowych, z opłat koncesyjnych, z subwencji i dotacji, z rekompensat, z opłat za niektóre usługi.